# باصدی حاج‌بارون
باصدی حاج بارون، مرکز دهستان حومه شرقی و روستایی از توابع بخش مرکزی شهرستان رامهرمز در استان خوزستان ایران است بیشتر ساکنین این روستا از طایفه کمائی هستند

## جمعیت
این روستا در دهستان حومه شرقی قرار دارد و بر اساسسرشماری مرکز آمار ایران در سال ۱۳۹۵، جمعیت آن برابر با ۸۲۰ نفر (۲۲۲ خانوار) بوده‌است.